# Milton Bluehouse Sr.
Milton Bluehouse Sr. (29 de febrero de 1936 - 14 de enero de 2019) fue el cuarto presidente de la Nación Navajo en la post-reestructuración del gobierno tribal.

## Primeros años
Bluehouse nació en Ganado, Arizona. Sirvió en el ejército de los Estados Unidos durante tres años. Bluehouse sirvió en el Consejo Tribal de Navaho.  También se desempeñó como vicepresidente en la oficina de su antecesor Thomas Atcitty .  Asumió la presidencia después de una controversia que involucraba su derecho a ser presidente.  Como había sido nombrado vicepresidente, la ley establecía que no era elegible para ser presidente.  La ley fue cambiada para permitirle asumir la presidencia.